# Tinière
Die Tinière ist ein rund 6 Kilometer langer Wildbach im Kanton Waadt.
Der Wildbach entspringt in den Waadtländer Voralpen ein wenig unterhalb des Col de Chaude (1622 m ü. M.), Villeneuve VD und fließt dann in Richtung Südwest. Ein wenig unterhalb der Quelle mündet von rechts der ca. 1,5 km lange Bach Le Chapuiso in die Tinière, die in Villeneuve in einem Schwemmkegel in den Genfersee mündet. Das Tal der Tinière wird im Südosten durch den Bergkamm Mont d'Arvel und die Pointe d'Aveneyre (2027 m ü. M.) und im Nordwesten durch die Dentaux (1715 m ü. M.) und die Rochers de Naye (mit 2042 m ü. M. höchster Punkt der Gemeinde Villeneuve) eingefasst.